# Luo Jianming
Luo Jianming (in cinese: 羅建明S; 6 novembre 1969) è un ex sollevatore cinese, medagliato olimpico e mondiale, che ha gareggiato nelle categorie dei pesi gallo (fino a 56 kg) e dei pesi piuma (fino a 60 kg).

## Carriera
Nel 1990 ha vinto dapprima la medaglia di bronzo ai Giochi Asiatici di Pechino nei pesi gallo, poi ha vinto nel mese di novembre la medaglia di bronzo ai campionati mondiali di Budapest nei pesi piuma.
L'anno successivo è ritornato nella categoria dei pesi gallo e ha preso parte ai campionati mondiali di Donaueschingen, vincendo un'altra medaglia di bronzo.
Nel 1992 è stato convocato alle Olimpiadi di Barcellona, dove ha gareggiato nei pesi gallo e ha vinto l'ennesima medaglia di bronzo della sua carriera con 277,5 kg nel totale, stesso risultato del connazionale Liu Shoubin, il quale però ha ottenuto la medaglia d'argento per via del suo peso corporeo leggermente inferiore. La medaglia d'oro è andata al sudcoreano Chun Byung-kwan con 287,5 kg nel totale.
La competizione olimpica è stata l'ultimo impegno di Luo Jianming a livello di gare internazionali.